# Eldorjan Hamiti
Eldorjan Hamiti (Lezhë, 18 januari 1983) is een Albanees voetbalscheidsrechter. Hij is in dienst van FIFA en UEFA sinds 2018. Ook leidt hij sinds 2016 wedstrijden in de Kategoria Superiore.
Op 11 september 2016 leidde Hamiti zijn eerste wedstrijd in de Albanese nationale competitie. Tijdens het duel tussen Korabi Peshkopi en Skënderbeu Korçë (0–2) trok de leidsman vijfmaal de gele kaart. In Europees verband debuteerde hij op 19 juli 2018 tijdens een wedstrijd tussen Apollon Limasol en FC Stumbras in de eerste voorronde van de Europa League; het eindigde in 2–0 en Hamiti deelde vijf gele kaarten uit. Zijn eerste interland floot hij op 6 juni 2021, toen Luxemburg met 0–1 verloor van Schotland in een vriendschappelijke wedstrijd. Ché Adams tekende voor het enige doelpunt. Tijdens dit duel gaf Hamiti twee gele kaarten, aan de Luxemburgers Gerson Rodrigues en Olivier Thill, en een rode kaart aan de Luxemburger Vahid Selimović.

## Interlands
| Datum             | Plaats                    | Wedstrijd             | Uitslag | Competitie           | Kreeg geel | Kreeg voor de tweede keer geel en dus rood | Weggestuurd |
| ----------------- | ------------------------- | --------------------- | ------- | -------------------- | ---------- | ------------------------------------------ | ----------- |
| 6 juni 2021       | Luxemburg, Luxemburg      | Luxemburg – Schotland | 0 – 1   | Vriendschappelijk    | 2          | 0                                          | 1           |
| 24 maart 2022     | Pristina, Kosovo          | Kosovo – Burkina Faso | 5 – 0   | Vriendschappelijk    | 6          | 0                                          | 1           |
| 27 september 2022 | Attard, Malta             | Malta – Israël        | 2 – 1   | Vriendschappelijk    | 4          | 0                                          | 0           |
| 16 november 2022  | Pristina, Kosovo          | Kosovo – Armenië      | 2 – 2   | Vriendschappelijk    | 8          | 0                                          | 0           |
| 9 juni 2023       | Luxemburg, Luxemburg      | Luxemburg – Malta     | 0 – 1   | Vriendschappelijk    | 6          | 0                                          | 0           |
| 9 september 2023  | Andorra la Vella, Andorra | Andorra – Wit-Rusland | 0 – 0   | EK 2024 kwalificatie | 5          | 0                                          | 0           |
| 12 oktober 2023   | Podgorica, Montenegro     | Montenegro – Libanon  | 3 – 2   | Vriendschappelijk    | 3          | 0                                          | 0           |

Laatst bijgewerkt op 17 oktober 2023.